# آنا تيريزا دييغو
آنا تيريزا دييغو (بالإسبانية: Ana Teresa Diego)‏ هي طالبة أرجنتينية، ولدت في 1954 في باهيا بلانكا في الأرجنتين، وتوفيت في 1976 بسبب اختفاء قسري.